# 빈 잔의 축배
《빈 잔의 축배》는 한국방송공사 1TV 특집드라마이다.

## 기획 의도
컴퓨터 개발을 둘러싼 한, 일간의 미래상을 그린 드라마

## 제작진
- 극본 : 이상준
- 연출 : 안영동

## 출연진
- 김성겸
- 김원배
- 송승환
- 신동훈
- 안병경
- 윤영주
- 임동진
- 임혁
- 조민희
- 태민영